# Krafach Boulahya
Pour les articles homonymes, voir Boulahya.
Krafach Boulahya (en arabe : كرافاش بولحية) est un collier traditionnel algérien en forme de sautoir ajustable fabriqué uniquement en or. Celui-ci peut avoir une à cinq têtes en guise de pendentif.

## Origine
Krafach Boulahya est un collier ascenseur algérien qu'on rencontrait autrefois à l'Est de l'Algérie et dans la capitale, il se portait principalement avec la djebba constantinoise, la bônoise et la dlala. Il s'est ensuite répandu à l'ouest afin d'orner la blouza et les cheddas orannienne, tlemcennienne et mostaganemoise.
Son origine remonterait à la période ottomane en Algérie, selon une version populaire, il serait judéo-algérien, d'autant plus que ce dernier rappelle la barbe des rabbins et leurs papillotes torsadées qui pendent au-dessus des oreilles, d'où son nom : Boulahya qui se traduit de l'arabe « à la barbe » ou « barbu ».
Une autre version dirait que la signification est « Cravache de la pudeur » puisque « lahya » signifie également dans le dialecte algérien « pudeur » et que son origine n’aurait pas de rapport à la communauté juive, puisqu’il est surtout porté par la communauté féminine musulmane, plus précisément les femmes mariées.
Krafach Boulahya est parmi les bijoux traditionnels algériens inscrits à l’UNESCO avec la Chedda tlemcennienne.